# Phacelia denticulata
Phacelia denticulata är en strävbladig växtart som beskrevs av George Everett Osterhout. Phacelia denticulata ingår i Faceliasläktet som ingår i familjen strävbladiga växter. Inga underarter finns listade i Catalogue of Life.